# Bevroren conflict

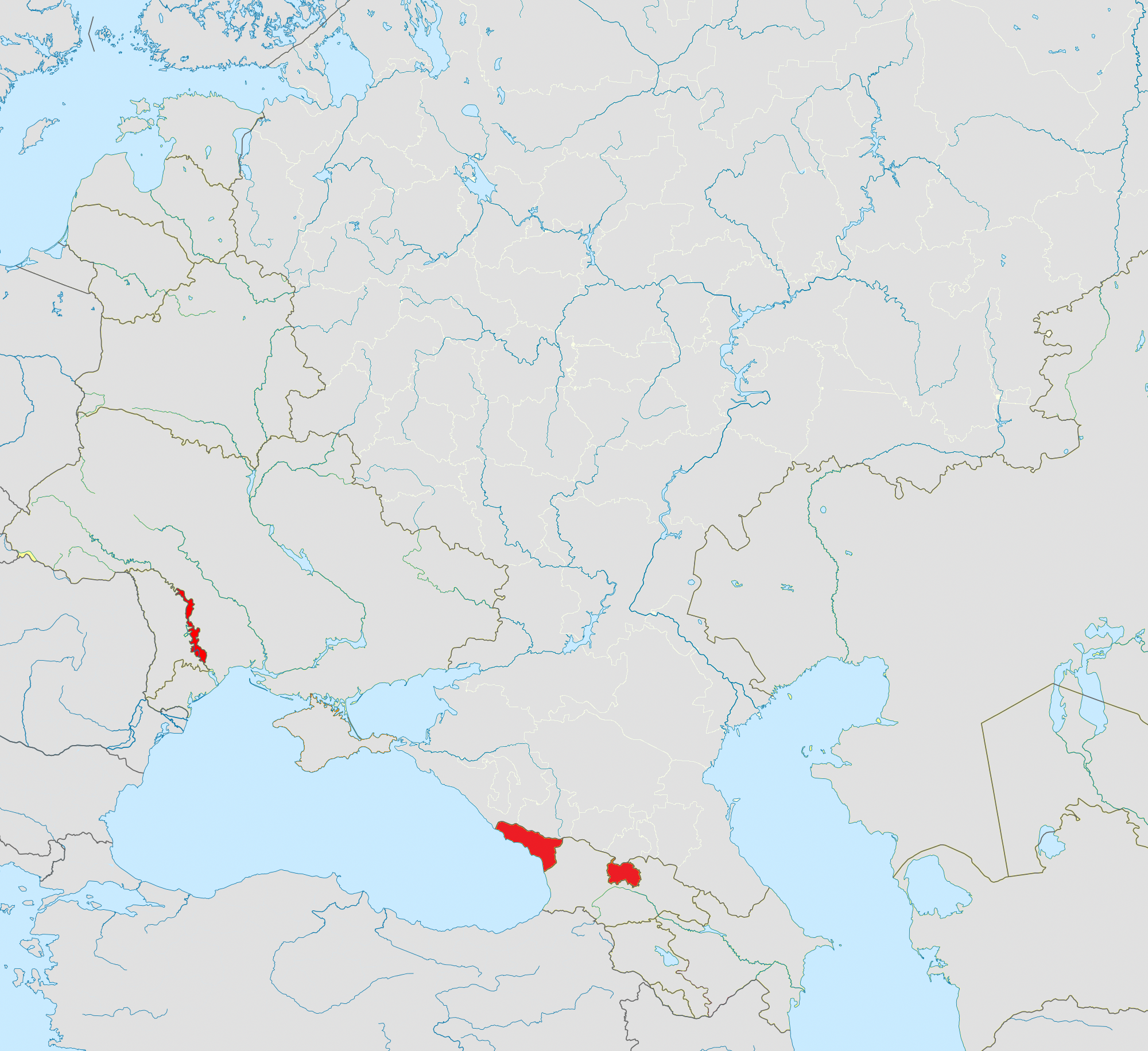
Enkele zogeheten "bevroren conflicten": van links naar rechts: Transnistrië, Abchazië en Zuid-Ossetië.

Een bevroren conflict is in internationale betrekkingen een situatie waarin de gewapende strijd van een conflict is beëindigd, maar er geen vredesverdrag of ander politiek kader het conflict naar tevredenheid van de strijdende partijen op heeft gelost. Een dergelijke situatie resulteert dan in een status quo, een 'bevroren' situatie, rond een niet afgesproken de facto conflictgrens. Hierdoor ontstaat een valse stabiliteit, omdat het conflict elk moment opnieuw kan oplaaien.
De term wordt veelal gebruikt voor post-Sovjetconflicten, maar verschillende experts oordelen dat dit een misleidende benaming is. De ratio is dat deze conflicten niet wezenlijk bevroren zijn maar feitelijk een actief onderdeel zijn geworden van de Russische hybride oorlogsvoering tegen de betreffende landen om daarop invloed uit te oefenen.
De term wordt tevens toegepast op andere uitgebreide en onopgeloste territoriale geschillen. De feitelijke situatie die ontstaat, kan al dan niet overeenkomen met het officiële standpunt dat door een van beide partijen in het conflict wordt ingenomen. In de deling van Korea bijvoorbeeld beweren zowel Zuid-Korea als Noord-Korea officieel aanspraak te maken op het hele schiereiland; er bestaat echter een duidelijk afgebakende grens tussen de gebieden die door beide landen worden gecontroleerd, de 38e breedtegraad.
Bevroren conflicten leiden soms tot gedeeltelijk erkende staten. De zelfverklaarde republieken Abchazië en Zuid-Ossetië in Georgië worden bijvoorbeeld erkend door vijf lidstaten van de Verenigde Naties en enkele andere de facto staten.

## Voorbeelden
Enkele voorbeelden die vaak tot 'bevroren conflict' worden gerekend:
- Jammu en Kasjmir (1947-1949)
- Koreaanse Oorlog (1950-1953)
- Cyprus (1983)
- Transnistrisch conflict (vanaf 1990)
- Georgisch-Abchazisch conflict (vanaf 1990)
- Georgisch-Ossetisch conflict (vanaf 1990)

Sommige analisten zijn van mening dat de Russische invasie van Oekraïne uit zou kunnen monden in een bevroren conflict.